# Isaac Bentham
Isaac Bentham (ur. 27 października 1886 w Wigan, zm. 15 maja 1917 w Arras) – brytyjski piłkarz wodny, mistrz olimpijski.
Bentham był częścią brytyjskiej drużyny, która na Letnich Igrzyskach Olimpijskich 1912 w Sztokholmie zdobyła złoty medal. W trzech spotkaniach zdobył dwie bramki.
Zginął podczas bitwy pod Arras.